# Kiichi Tomori
Kiichi Tomori (japanisch 友利 貴一 Tomori Kiichi; * 22. April 1991 in Itoman) ist ein ehemaliger japanischer Fußballspieler.

## Karriere
Tomori erlernte das Fußballspielen in der Jugendmannschaft von Kyoto Sanga FC und der Universitätsmannschaft der Kansai University of International Studies. Seinen ersten Vertrag unterschrieb er 2014 bei FC Ryūkyū. Der Verein spielte in der dritthöchsten Liga des Landes, der J3 League. Für den Verein absolvierte er 26 Ligaspiele. Im August 2015 beendete er seine Karriere als Fußballspieler.